# Debrene (obwód Błagojewgrad)
Debrene (bułg. Дебрене) – wieś w Bułgarii, w obwodzie Błagojewgrad, w gminie Sandanski. Według Ujednoliconego Systemu Ewidencji Ludności oraz Usług Administracyjnych dla Ludności, miejscowość zamieszkuje 45 mieszkańców.
W chwili wybuchu wojny na Bałkanach w 1912 r., 12 osób z było ochotnikami w Korpusie Macedońsko-Adrianopskim.

## Osoby związane z miejscowością
- Georgi Kocew (1886–?) – bułgarski rewolucjonista, członek WMORO
- Kosta Rizow (1919–1946) – bułgarski członek WMORO, zabity przez komunistyczną władzę